# Власе, Габриел
Петру Габриел Власе (рум. Petru Gabriel Vlase, родился 3 апреля 1971 в Бакэу) — румынский государственный и политический деятель, директор Службы внешней разведки Румынии с 4 июля 2018 года, ранее депутат Палаты депутатов Румынии от Социал-демократической партии.

## Биография

### Образование
Родился 3 апреля 1971 года в Бакэу. Окончил в 1996 году Политехнический университет Бухареста по специальности «инженер-механик», в 2004 году окончил магистратуру Ясского технического университета имени Георге Асаки по специальности «менеджмент и бизнес-администрация». В рамках подготовки к административно-политической деятельности прошёл программу подготовки старших госслужащих в Национальном институте управления (рум. Institutul Național de Administrație) в 2004—2005 годах, окончил аспирантуру в области национальной безопасности в Национальном университете обороны имени Кароля I в 2005 году и Национальной академии разведки в 2006 году. По некоторым данным, Власе учился в Высшем колледже национальной безопасности при Академии Службы внешней разведки, преобразованном затем в Национальный колледж разведки и расформированном в 2018 году после обвинений в выдаче дипломов лицам, не присутствовавшим на занятиях.
Позже Власе прошёл курсы старших должностных лиц в Европейском центре исследований безопасности имени Джорджа Маршалла. В 2010 году он защитил в Национальной академии разведки докторскую диссертацию на тему «Исследование современной стратегии безопасности Юго-Восточной Европы» (рум. Studiu cu privire la o strategie de securitate modernă pentru Europa de Sud-Est), которая в том же году была издана в виде книги «Безопасность в Юго-Восточной Европе. Актуальность и стратегические перспективы» (рум. Securitate în Europa de Sud-Est. Actualitate și perspective strategice) издательством Editura RAO. Научным руководителем Власе был бригадный генерал Константин Онишор (рум. Constantin Onișor). Вскоре работу Власе подвергли обильной критике за плагиат.

### Политика
В 2001—2004 годах Власе был заместителем главы жудеца Бакэу. В 2004 году избран в Палату депутатов. Во время первой каденции (2004—2008) был членом Комитета по обороне, общественному порядку и национальной безопасности и заместителем председателя специального комитета Палаты депутатов и Сената по контролю за деятельностью SIE (Службы внешней разведки). Во время второй каденции (2008—2012) он был председателем этого комитета. Во время третьей каденции (2012—2016) возглавлял делегацию Румынии в Парламентской ассамблее НАТО, с февраля 2017 года — вице-спикер Палаты депутатов Румынии. Будучи членом Парламентской ассамблеи НАТО, был вице-президентом в 2013—2015 годах и почётным вице-президентом в 2015—2017 годах.
Как вице-спикер, Власе возглавлял ряд пленарных заседаний Палаты депутатов. Также он руководил следственной комиссией по расследованию деятельности компании ICE Danube. Участник ряда международных встреч (в том числе на VI форуме ASPEN в Бухаресте в 2017 году). Будучи членом Социал-демократической партии, был председателем её отделения на северо-востоке страны.
Назначен на должность директора Службы внешней разведки 4 июля 2018 года распоряжением президента Румынии Клауса Йоханниса. 5 июля 2018 года сложил полномочия депутата Палаты депутатов и принёс присягу в должности директора SIE.

### Бизнес
До начала своей работы на посту директора SIE Габриел Власе владел акциями в предприятиях Sega Trans SRL, Saga SA, Gabrio Business (компания, специализирующиеся на сделках с недвижимостью) и Investica General (риэлторская фирма).

## Скандалы

### Плагиат
В сентябре 2024 года издание Pressone публично обвинило директора SIE в наличии плагиата в его докторской работе, защищённой в 2010 году. Журналистка Эмилия Шеркан заявила, что из 234 страниц докторской диссертации Власе 66 представляют собой прямое заимствование без какой-либо переработки из текста докторской диссертации бывшего министра обороны Сорина Фрунзэверде «Юго-Восточная Европа. Основные принципы безопасности» (рум. Europa de Sud-Est. Dimensiuni principale de securitate), защищённой в 2004 году и выпущенной издательством A92 в том же году в виде книги. В качестве соавтора Фрунзэверде был указан его научный руководитель Константин Онишор — тот же, что и у Власе. Работа самого Власе была опубликована в 2010 году в виде книги «Безопасность в Юго-Восточной Европе» с послесловием от последнего начальника Секуритате Юлиана Влада. В самой диссертации Власе были обнаружены также многочисленные ошибки и неточности при указании библиографических ссылок.
Первые слухи о том, что в докторской работе Власе могут быть следы плагиата, появились спустя два дня после назначения Власе на должность директора SIE, однако официальный анализ показал о доле заимствований всего в размере 2,4%. Позже это объяснили тем, что система проверки на плагиат использовала только оцифрованные монографии, сборники и статьи, в то время как работа Фрунзэверде не была оцифрована и хранилась в печатном виде в библиотеке. Издание Pressone решило воспользоваться непосредственно книгой Фрунзэверде для проверки плагиата. Сам Власе признал, что в его работе действительно был плагиат, но заявил, что не имел никаких дурных намерений и не обращался к диссертации Фрунзэверде, несмотря на упоминание фамилии среди источников. Онишор отказался комментировать вопрос о плагиате, заявив, что работа Фрунзэверде представляет по сути изданную книгу и любые совпадения текста диссертации Власе с текстом книги Фрунзэверде являются случайными: сходство было только в идеях и логике построения исследования. Однако издание Pressone утверждало, что это был не первый случай, когда докторские диссертации, у авторов которых в качестве руководителя был Онишор, оказывались плагиатом с других работ: 12 из 25 докторских работ, в которых научным руководителем был Онишор, были признаны плагиатом.
Факт обращения Власе к Владу с просьбой написания послесловия также подвергли критике, напоминая о его неоднозначной роли в революционных событиях 1989 года и о том, что он отбывал тюремный срок до 1993 года по обвинению в ряде преступлений против общества. Комментируя своё обращение к Владу при написании послесловия, Власе сказал, что тот был приглашён на церемонию защиты докторской и академия не посчитала это одиозным. Позже выяснилось, что в изданной в 2012 году книге «Элементы геополитики и международных отношений» авторства того же Власе 64 страницы представляли собой плагиат лекций генерал-майора запаса Пола Ионеску, бывшего заместителя директора SIE в 2001—2003 годах. Власе утверждал, что, будучи депутатом и аспирантом, читал лекции в ряде университетов (в том числе в Христианском университете имени Дмитрия Кантемира), а также участвовал в разных дискуссиях со студентами, используя полученные им знания для составления лекционного материала.

### Иные скандалы
Власе был одним из доверенных лиц Виорела Гребенчука, депутата Палаты депутатов Румынии от жудеца Бакэу и представителя Социал-демократической партии. В 2015 году имя Власе появилось в материалах уголовного дела в отношении Гребенчука, обвинявшегося в незаконной вырубке лесов в Бакэу, по которому в мае 2018 года Гребенчук был осуждён на два года тюрьмы. Также во время обсуждений некоторых законопроектов Власе нецензурно выражался на заседаниях Палаты депутатов.
Осенью 2024 года стало известно, что Власе совершил ряд визитов в Италию, Азербайджан и ОАЭ, где был замечен среди зрителей нескольких этапов Формулы-1: Гран-при Италии в Монце, Гран-при Азербайджана в Баку и Гран-при Абу-Даби. Официально SIE заявила, что визит в Баку был связан с участием Власе в Бакинском форуме безопасности (Baku Security Forum), а на гонку он был приглашён в качестве почётного гостя; путешествие в Монцу носило частный характер, а в Абу-Даби он прибыл по приглашению.

## Личная жизнь
Свободно владеет английским.

## Награды
- Офицер ордена Звезды Румынии[1]
- Кавалер ордена «За верную службу»[1]